# Altino
Pour les articles homonymes, voir Altino (homonymie).
Altino est une commune italienne d'environ 3 150 habitants, située dans la province de Chieti, dans la région Abruzzes, en Italie méridionale.

## Administration
| Période                                  | Période  | Identité           | Étiquette | Qualité |
| ---------------------------------------- | -------- | ------------------ | --------- | ------- |
| 14 juin 2004                             | En cours | Angiolino D'Orazio |           |         |
| Les données manquantes sont à compléter. |          |                    |           |         |

### Hameaux
Briccioli, Colli, Sant'Angelo, Scosse, Selva 

### Communes limitrophes
Archi, Atessa, Casoli, Perano, Roccascalegna, Sant'Eusanio del Sangro